# Обод (деревня)
О́бод — деревня в Струго-Красненском районе Псковской области России. Входит в состав Марьинской волости.

## География
Находится на северо-востоке региона, в северо-центральной части района, в лесной местности около истока р. Почуга, вблизи озера Глухое.
Уличная сеть не развита.

## История
Первое упоминание — 1498 год. В списках селений Щирского погоста Шелонской пятины упоминалась деревня Обод.
До прихода советской власти — имение.
В 1941—1944 гг. деревня находилась под фашистской оккупацией войсками Гитлеровской Германии.
С 1995 года входит в состав Марьинской волости.

## Население
| 2001 | 2002 | 2010 | 2011 |
| ---- | ---- | ---- | ---- |
| 12   | ↗16  | ↘4   | ↗6   |

## Инфраструктура
В 1931-41, 1944-50 годах действовал колхоз «Обод». В 1950-58 годах деревня стала центром
укрупнённого колхоза имени Мичурина. В 1958—1992 действовала бригада Обод, до 1970 г. совхоза «Авангард», до 1992-го совхоза «Пламя». Работали МТФ, ферма по выращиванию молодняка КРС — теперь это руины.
Ободское земское училище (1911), Ободская школа I ступени (1927).

## Транспорт
Деревня доступна по просёлочной дороге.